# Скопская епархия
Ско́пская епархия (макед. Скопска епархија; также именовалась Скопийская епархия, Скоплянская епархия) — епархия Македонской православной церкви.

## История
Христианство интенсивно стало распространяться по территории Северной Македонии после издания Миланского эдикта в 313 году. Уже вскоре после этого в Скупи (совр. Скопье) была основана христианская епископия. Первым известным епископом был Паригорий. Известно, что он присутствовал на Сардикийском соборе (343).
В IV—V века территория Северной Македонии, входившая в состав префектуры Восточной Иллирии, в церковном отношении подчинялась то Риму, то Константинополю. А в годы правления византийского императора Юстиниана (527—565) Скопийскому епископу были предоставлены права самостоятельного управления своим округом. В VII веке он был подчинён Салоникийскому архиепископу, находившемуся в юрисдикции то Рима, то Константинополя.
С поселением в VII веке на Балканском полуострове булгар, вскоре ассимилировавшихся со славянами, новообразовавшийся славянский народ стал играть важную роль в церковной истории Северной Македонии. Крещение болгар способствовало христианизации славян Северной Македонии. Ученики святых Кирилла и Мефодия, изгнанные из Моравии, нашли приют в Болгарии и Северной Македонии.
В начале XI веке все северомакедонские земли были отвоёваны византийским императором Василием Болгаробойцей. Вместо упразднённой Болгарской патриархии была создана Охридская архиепископия, куда входил и Скопье.
В 1346 году могущественный король Сербии Стефан Душан созвал в Скопье церковный Собор, на котором Сербская Церковь была возведена в ранг Патриархии, при этом ряд кафедр, в том числе Скопийская стали митрополиями.
В 1463 году османские власти ликвидировали Печский патриархат, и входившие в него территории (включая Скопскую митрополию) были присоединены к Охридской архиепископии.
После восстановления Печской (сербской) патриархии в 1557 году в её состав вошло и Скопье.
Вслед за подчинением Константинопольскому патриарху Печской Патриархии в 1766 году в состав первой вошла и Скопская кафедра.
После провозглашения в 1870 году султанским фирманом Болгарского экзархата, параллельно с епархией Константинопольского патриархата возникла и Болгарская Скопская митрополия. Под влиянием сербского правительства Константинопольский патриарх согласился поставить в некоторых епархиях, в том числе с 1899 года — в Скопийской, епископов сербской национальности.
Юрисдикционная борьба за эти территории особенно обострилась в 1913 году с началом войны между сербами и болгарами, в результате которой болгары потерпели поражение, что означало потерю этих территорий для Болгарского экзархата.
С началом Первой мировой войны территорию Северной Македонии заняли болгарские войска, после чего епархии на занятых территориях переходят Болгарской церкви. В конце 1915 года епископ Викентий (Крджич) был убит. После поражения в войне Болгарии контроль над Скопийская епархия вновь переходит к Сербам.
Болгария будучи союзником нацистской Германии вновь оккупировала сербскую Македонию в годы Второй мировой войны.
Решением Священного Синода Болгарского экзархата от 29 апреля 1941 года на оккупированных территориях Македонии были созданы три епархии Болгарской Церкви, в том числе Скопле-Велешская под управлением митрополита Великотырновского Софрония. 30 апреля помощником митрополита Софрония был назначен епископ Брегальничский Панарет. 6 мая впервые за 23 года в Скопье состоялось совершённое болгарскими клириками богослужение и благодарственный молебен за освобождение Македонии. Через несколько дней в край прибыли архиереи Болгарской Церкви, в частности митрополит Софроний, заявивший что «считает своим долгом» исполнять возложенное на него управление новой епархией, приехал в Скопье 11 мая и поселился в здании Скопленской митрополии, почти не пострадавшем от бомбардировок города.
Постановлением болгарского Синода от 19 ноября 1942 года к Скопле-Велешской епархии отошёл округ упразднённой Струмичско-Драмской епархии.
В декабре 1943 года, на пике развития церковной жизни при болгарской духовной администрации, Скопле-Велешская епархия насчитывала 360 церквей, 36 часовен, 167 священников, 35 мужских и 3 женских монастыря, 63 монаха и монахини.
Капитуляция Болгарии и приход 9 сентября 1944 года к власти в этой стране прокоммунистического Отечественного фронта привели к ликвидации болгарского военно-административного и духовного управления в сербской и греческой Македонии. 6-10 сентября из Скопле-Велешской епархии в Болгарию уехали 23 клирика.
4 октября 1958 года на «Втором церковно-народном соборе» в Охриде, проходившем без благословения священноначалия, но при активной поддержке македонских властей, епископ Досифей (Стойковский) был единогласно избран «архиепископом Охридским и Скопским и митрополитом Македонским», после чего, оставив своё послушание в Белграде, стал во главе Македонской православной церкви. Ещё ранее сербские архиереи были выдворены македонскими властями из своих епархий. Центром новой церкви стало Скопье. Стремясь уврачевать возникший раскол, Священный Архиерейский Собор Сербской Православной Церкви, собравшийся с 3 по 19 июня 1959 года, признал МПЦ самостоятельной и управляющейся в соответствии с собственным уставом, но с условием, что Македонская Православная Церковь «остаётся в каноническом единстве с Сербской Православной Церковью через её Предстоятеля».
После отказа Сербской православной церкви даровать Македонской православной церкви автокефалию, архиепископ Досифей также при активной поддержке властей созвал «Третий Церковно-народный собор», на котором 17 июля 1967 году была принята резолюция о возобновлении автокефалии Охридской архиепископии в границах Македонской православной церкви. 18 и 19 июля в церкви Пресвятой Богородицы Перивлепты в Охриде Досифей провозгласил автокефалию Охридской архиепископии и усвоил себе титул «архиепископ Охридский и Македонский». Самочинная автокефалия не была признана ни Сербской Церковью, ни другими Поместными Православными Церквами, что означало раскол.
В 2002 году произошло возвращение части верующих непризнанной православным миром «Македонской православной церкви» во главе с митрополитом Иоанном (Вранишковским) из раскола.
Скопская митрополия выпускает периодичное издание «Соборност».

## Епископы
Список первых епископов см. в статье Охридская архиепископия (историческая)#Епископы.
Константинопольский патриархат
- Анфим II (упом. 1767)
- Иоасаф (упом. 1767)
- Геннадий I (после 1767)
- Захарий (1776—1792)
- Анфим III (1799 — после февраля 1818)
- Евгений (упом. 1807)
- Геннадий II (до 1820)
- Анания (1819—1828)
- Неофит (1828—1830)
- Анфим IV (упом. 1830)
- Геннадий (1831—1832)
- Гавриил III (1832—1843)
- Софроний II (упом. 1840)
- Иоаким (1843—1868)
- Паисий (1868 — 29 ноября 1892)
- Мефодий (Папаэммануил) (1892—1896)
- Амвросий (Ставринос) (1896 — 15 ноября 1897)
- Фирмилиан (Дражич) (1899—1903)
- Севастиан (Дебелькович) (17 января 1904 — 23 января 1905)
- Викентий (Крджич) (1905 — конец 1915)

Болгарский экзархат
- Дорофей (Спасов) (октябрь 1872 — 11 июля 1875)
- Кирилл (Стоичков) (лето 1875—1887)
- Феодосий (Гологанов) (1890—1891)
- Максим (Пелов) (1892—1894)
- Синезий (Димитров) (1894—1909)
- Неофит (Паскалев) (июль 1910—1913, 1915—1918)
- Софроний (Чавдаров) (29 апреля 1941 — август 1944) в/у, митр. Тырновский

Сербская православная церковь
- Михаил (Шиляк) (1918—1920) в/у, архимандрит
- Варнава (Росич) (7 ноября 1920 — 12 апреля 1930)
- Иосиф (Цвийович) (1 января 1932 — 3 июля 1957)
- Иоанн (Илич) (июль 1957 — ноябрь 1958) в/у, еп. Нишский
- Досифей (Стойковский) (июнь 1959 — 17 июля 1967)
- Иоанн (Младенович) (25 июля 1993 — май 1994) в/у, еп. Тетовский

Охридская архиепископия Сербского патриархата
- Иоанн (Вранишковский) (24 мая 2005 — 20 июня 2023)

## Монастыри
- Ставропигиальный монастырь Святого Иоанна Златоуста (село Нижополе — Битоль)
- Монастырь Успения Пресвятой Богородицы (село Сушица — Скопье)
- Монастырь Успения Пресвятой Богородицы (село Лагово — Прилеп)